# Ahlat
Ahlat (en arménien : Akhlat', Ախլաթ ; en kurde : Xelat) est une ville de Turquie dans la province de Bitlis au bord du lac de Van sur la côte nord-ouest. Elle faisait partie de la province de Van entre 1919 et 1936.

## Histoire
La région du lac de Van fait partie du royaume d’Urartu jusqu’au VIe siècle av. J.-C. Ensuite les Scythes et les Parthes puis les Sassanides occupent la région, intégrée au royaume d'Arménie.
Vers 640, pendant le règne du calife Omar, la ville est conquise par les Arabes qui l’appellent Akhlat,  Khelat ou Khilat.
En 918, elle est attaquée par l'empereur byzantin Jean Ier Tzimiskès. En 939, l'hamdanide Ali Sayf al-Dawla pénètre dans la ville au cours de ses combats contre Byzance.
À partir de 983, la région est dominée par la dynastie kurde des Marwanides de Haute-Mésopotamie. La ville est ensuite prise par le sultan seldjoukide Alp Arslan. C'est depuis Ahlat qu'Alp Arslan part pour affronter l’armée byzantine de l’empereur Romain IV Diogène. Cette armée est mise en déroute par le sultan lors de la bataille de Manzikert (actuellement Malazgirt), au nord du lac de Van, le 19 août 1071.
En 1100, le gouvernement d'Ahlat est donné à l'émir Sökmen al-Kutbî, ses descendants et ses successeurs appelés les Shah Arman ou Ahlat Shah (en turc : Ermenşahlar ou Ahlatşahlar). En 1185, le quatrième porteur du titre de Shah Arman meurt sans héritier. La ville est alors aux mains d'une série de commandants esclaves. Les Ayyoubides de Diyarbakir qui convoitaient la ville depuis longtemps en profitent pour s'en emparer en 1207. Les Ayyoubides d’Ahlat passent sous la domination des Mongols Ilkhanides en 1259 ; ils restent au pouvoir sous la suzeraineté mongole jusqu’à la fin du XVe siècle.
La région est ensuite occupée par les Ak Koyunlu. Les Ak Koyunlu n’administrent pas directement Ahlat et laissent ce soin aux princes de Bitlis. Une partie importante de la population émigre vers Biltis mieux protégée. En 1548, elle subit une incursion des Séfévides. La ville passe finalement sous le contrôle des Ottomans au XVIe siècle.

## Monuments
- Il y a autour d’Ahlat six cimetières importants historiquement qui contiennent des tombes datant du XIe au XVe siècle. Ils sont connus pour leurs pierres tombales. Le site a été proposé pour son inscription sur la liste du  patrimoine mondial de l’UNESCO en 2000.
- Le mausolée d'Usta Sagirt (Usta Şakirt Kümbetı) (1273)
- Le mausolée et la mosquée de l'émir Bayindir (Bayındır Kümbetı ve Camii) (1491)
- Le cimetière seldjoukide et ses pierres tombales sculptées (Selçuk Mezarlığı).
- Les tombes jumelles (Çifte Kümbetler) de Sirin Hatun et Bugatay Aka (1281)
- Les tombes jumelles (Çifte Kümbetler) d'Hüseyin Timur et Eser Tekin (XIIIe siècle)
- Les ruines de la mosquée de Kadi Mahmud (Kadi Mahmud Camii) (1584)
- La mosquée d'Iskender Pacha (Iskender Paşa Camii) (1564-65)

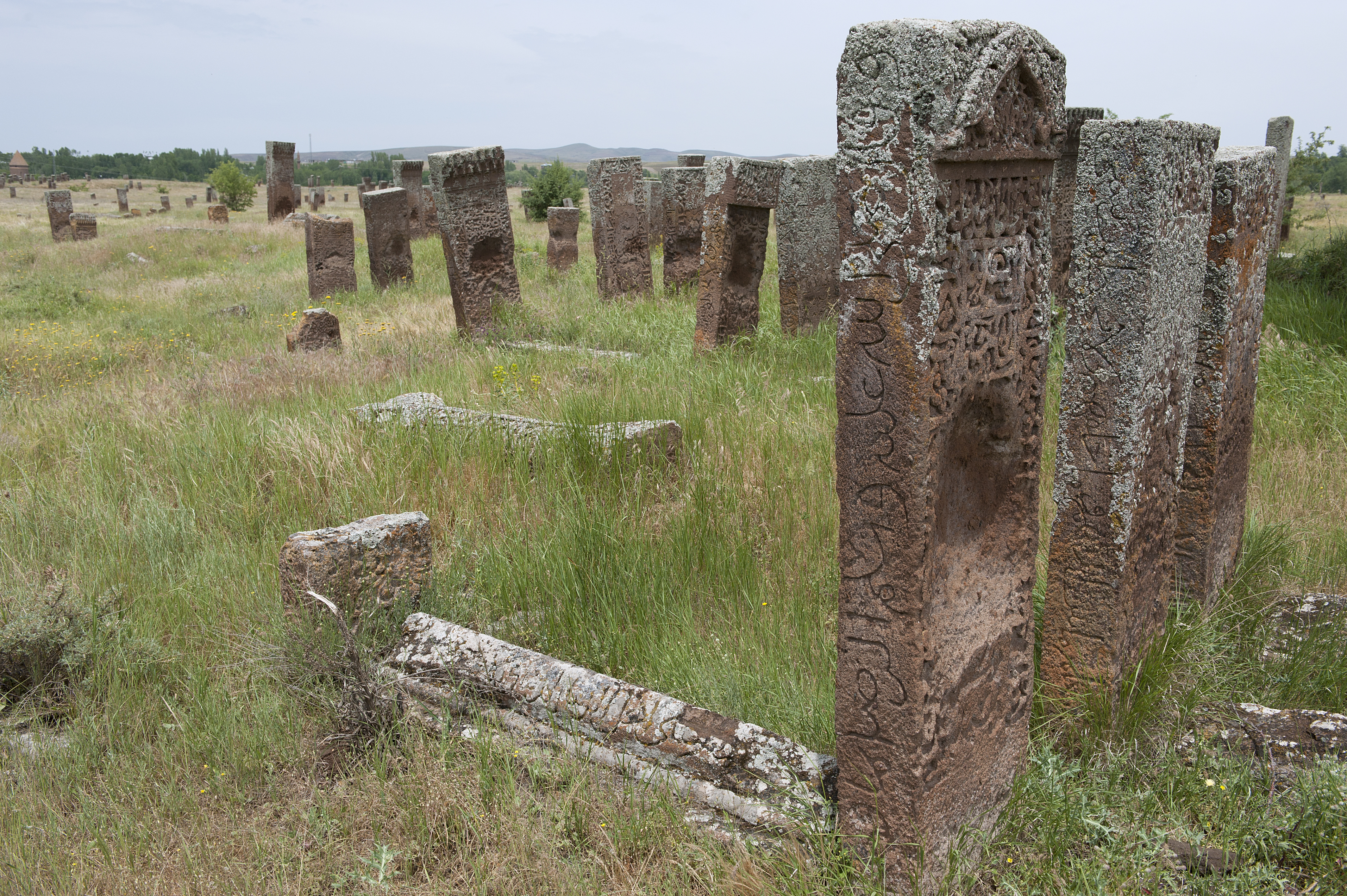
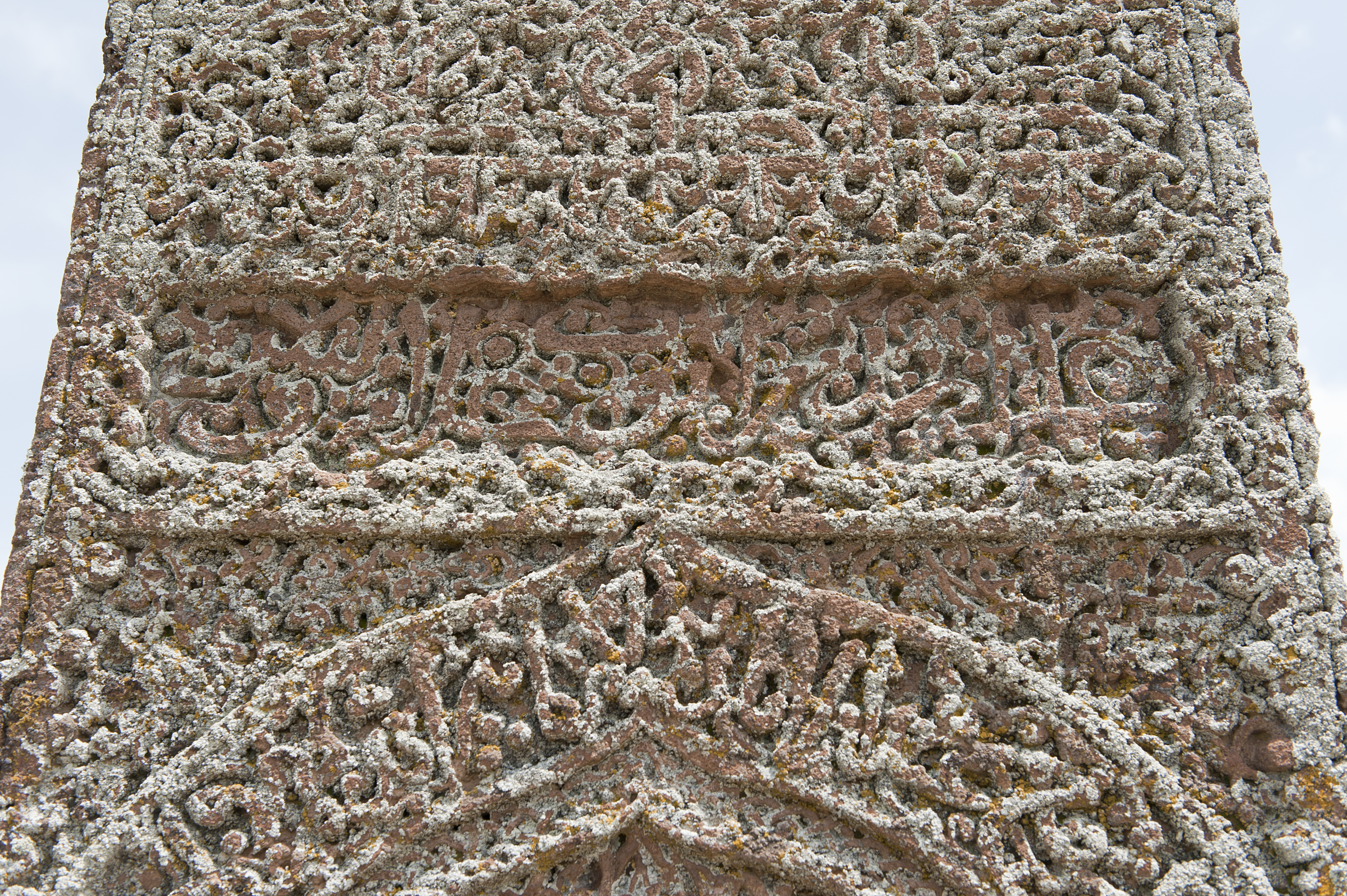
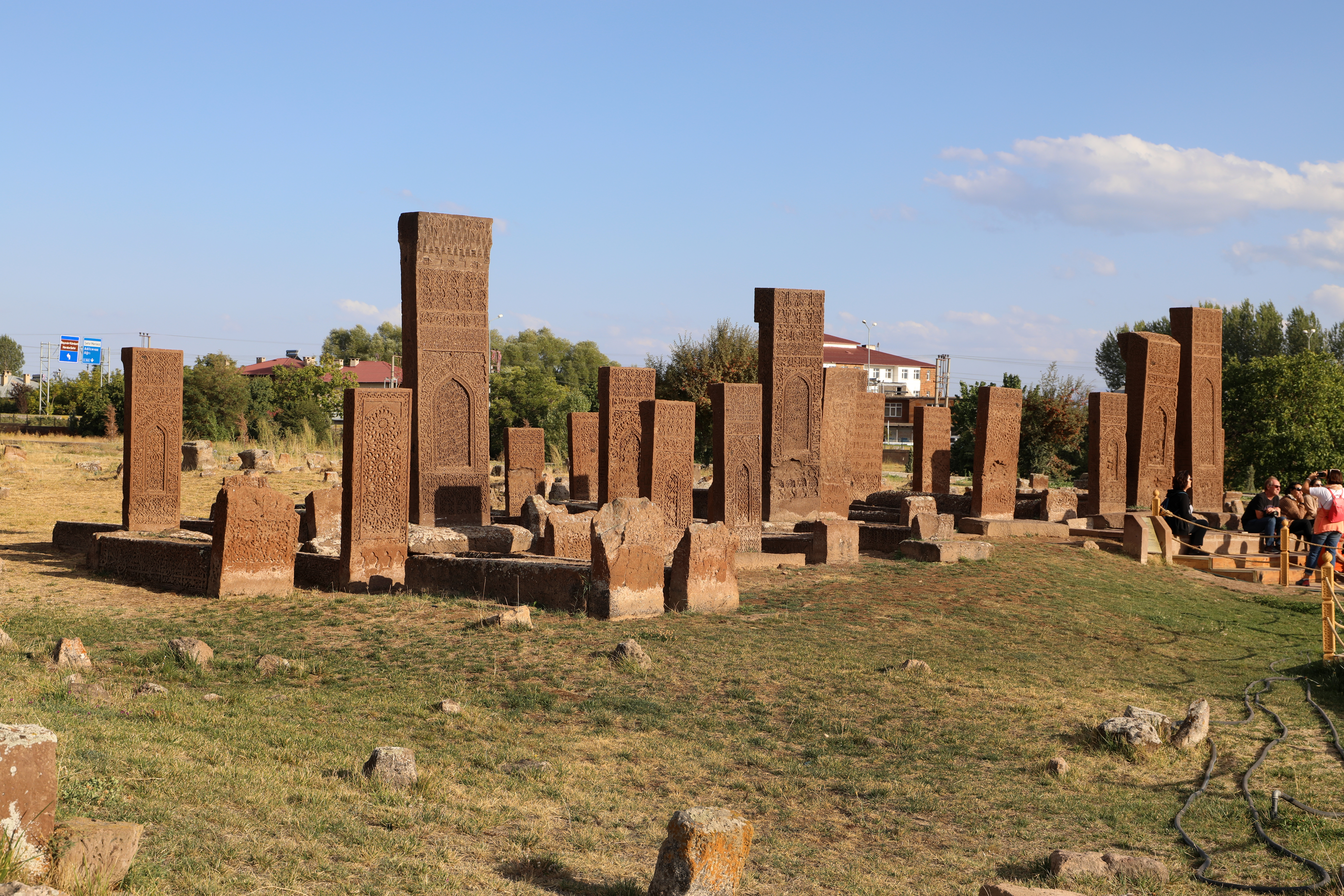
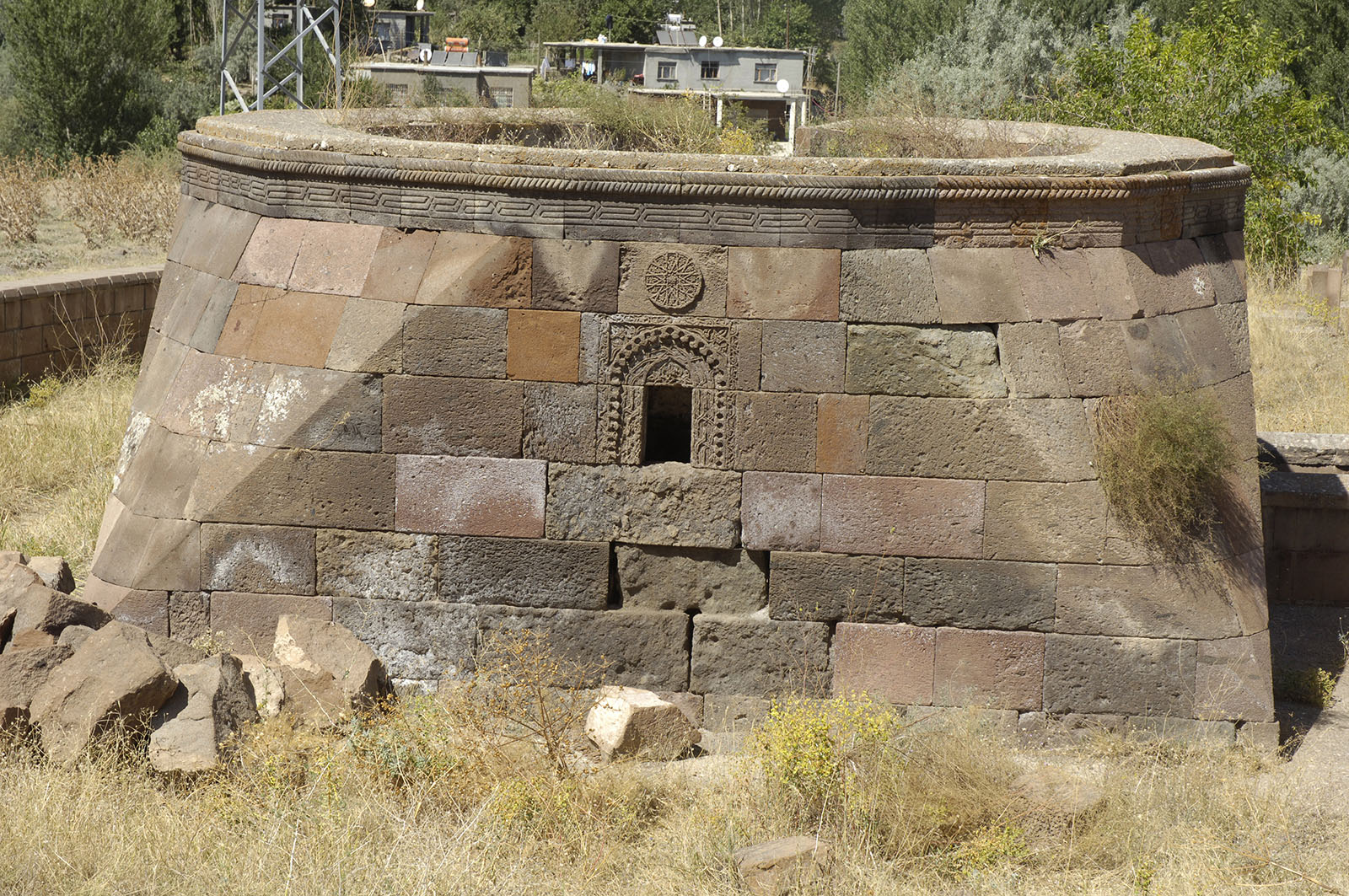

## Agriculture
Ces dernières années, Ahlat s’est fait connaître pour la qualité de ses pommes de terre.